# Caparroso
Caparroso – gmina w Hiszpanii, w Nawarze, o powierzchni 80,8 km². W 2011 roku gmina liczyła 2821 mieszkańców.